# Metabolismo urbano

Impacto de las ciudades en el Ciclo del Carbono

Metabolismo urbano   etimológicamente proviene del término metabolismo que  deriva del griego μεταβολή, cambio, e -ismo y del término urbano que deriva del latín urbānus. Es el intercambio de materia, energía e información que se establece entre el asentamiento urbano y su entorno natural o contexto geográfico. Esta formulación del concepto de metabolismo urbano viene dada por el Ministerio de Obras Públicas y Urbanismo[cita requerida] en el año 1990, tras el análisis llevado a cabo sobre el ambiente urbano.
La biosfera como todo sistema abierto intercambia sustancias y disipa energía, y de este intercambio depende la capacidad reproductiva y de transformación del subsistema, por lo que es tan importante el sistema como el medio. Este sistema está formado por subsistemas, y el hombre, sus máquinas y sus redes de comunicación forman parte de sus diagramas energéticos y de información. 
El metabolismo urbano  determina nuestras exigencias de materias primas y el impacto que su empleo tiene en la biosfera, ayudándonos a comprender las relaciones entre estos materiales y los procesos sociales. 
Las áreas urbanas tienen una gran concentración de energía por unidad de superficie comparativamente con un campo de cultivo o un ecosistema natural. Las magnitudes de los flujos generados en las ciudades, como todos notamos en la actualidad, están provocando desequilibrios en la naturaleza, quizás los más prominentes son de tipo ambiental.

## Historia

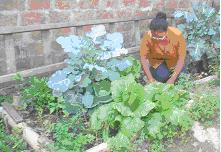
Transformación de los Espacios Urbanos

Un término de reciente creación pero de una rigurosa profundidad para múltiples investigaciones alentadas por la problemática y el paradigma de la sostenibilidad urbana en nuestras ciudades.
La sostenibilidad está íntimamente relacionada con la presión que ejercemos sobre el medio natural que nos rodea, y para desacelerar esta presión se deben identificar nuevos indicadores del metabolismo urbano, así como trabajar en un nuevo urbanismo  que gestione de forma eficiente estos flujos metabólicos y sea capaz de transformar una ciudad con metabolismo lineal en ciudades de metabolismo circular  que imitan el funcionamiento de la naturaleza, y todo pueda reciclarse y reutilizarse.
“Las ciudades son algo más que estructuras de piedra y hormigón; son además, inmensos procesadores de alimentos, combustible y de todas las materias primas que nutren a la civilización. Son enormes organismos de metabolismo complejo sin precedentes en la naturaleza; son de naturaleza artificial, ya que concentran (en un área pequeña) cantidades de alimentos, agua y materiales que son mucho mayores de lo que la naturaleza es capaz de proveer; consecuentemente, el consumo de estos recursos genera enormes cantidades de basura y agua residual, y del mismo modo que la naturaleza no puede concentrar todos los recursos necesarios para hacer sostenible la vida urbana, tampoco puede dispersar los desechos producidos. ” (Yunén, 1997).